# Löwenburg (Siebengebirge)

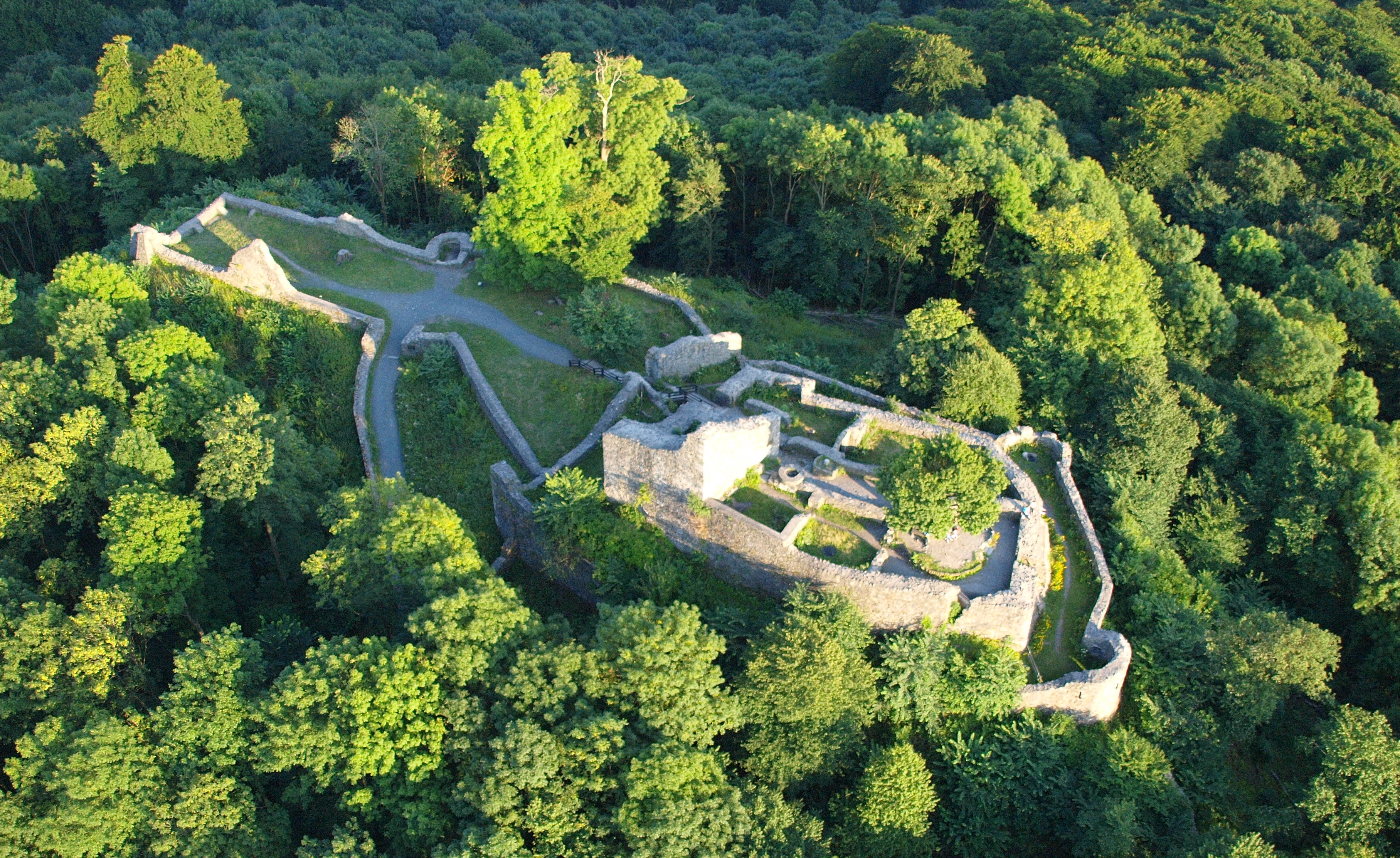
Löwenburg im Siebengebirge

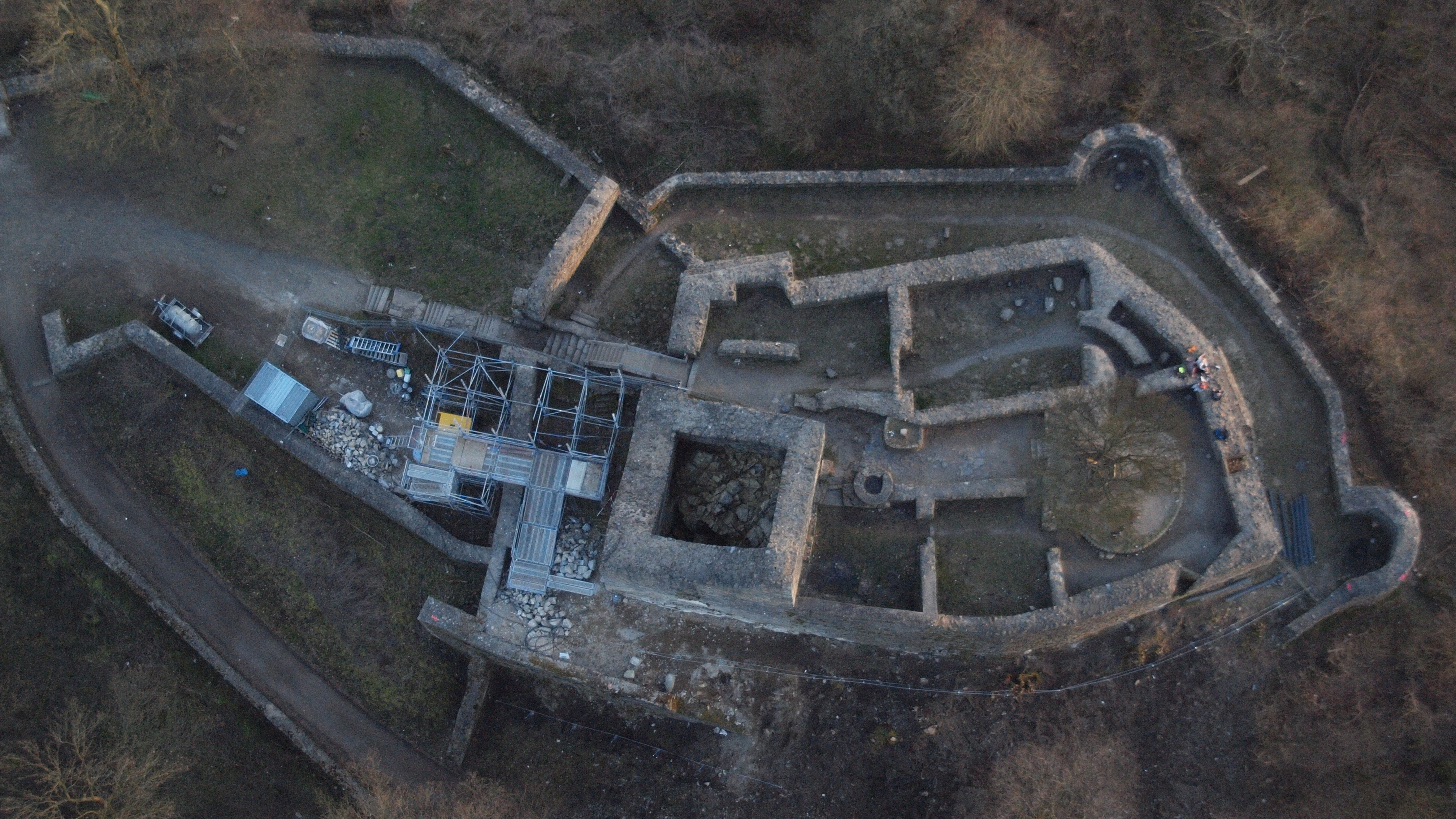
Löwenburg – Siebengebirge, Senkrechtaufnahme während der Sanierung März 2014

Die Löwenburg ist ein Berg mit gleichnamiger Burg im Siebengebirge. Er wird zu dessen „sieben großen Bergen“ gezählt und ist mit 455 Metern über dem Meeresspiegel nach dem Großen Ölberg der zweithöchste. Markant und zum Touristenziel wird der Berg abgesehen von der Höhe durch die auf dem Gipfel befindliche Ruine der mittelalterlichen Löwenburg.

## Geographie

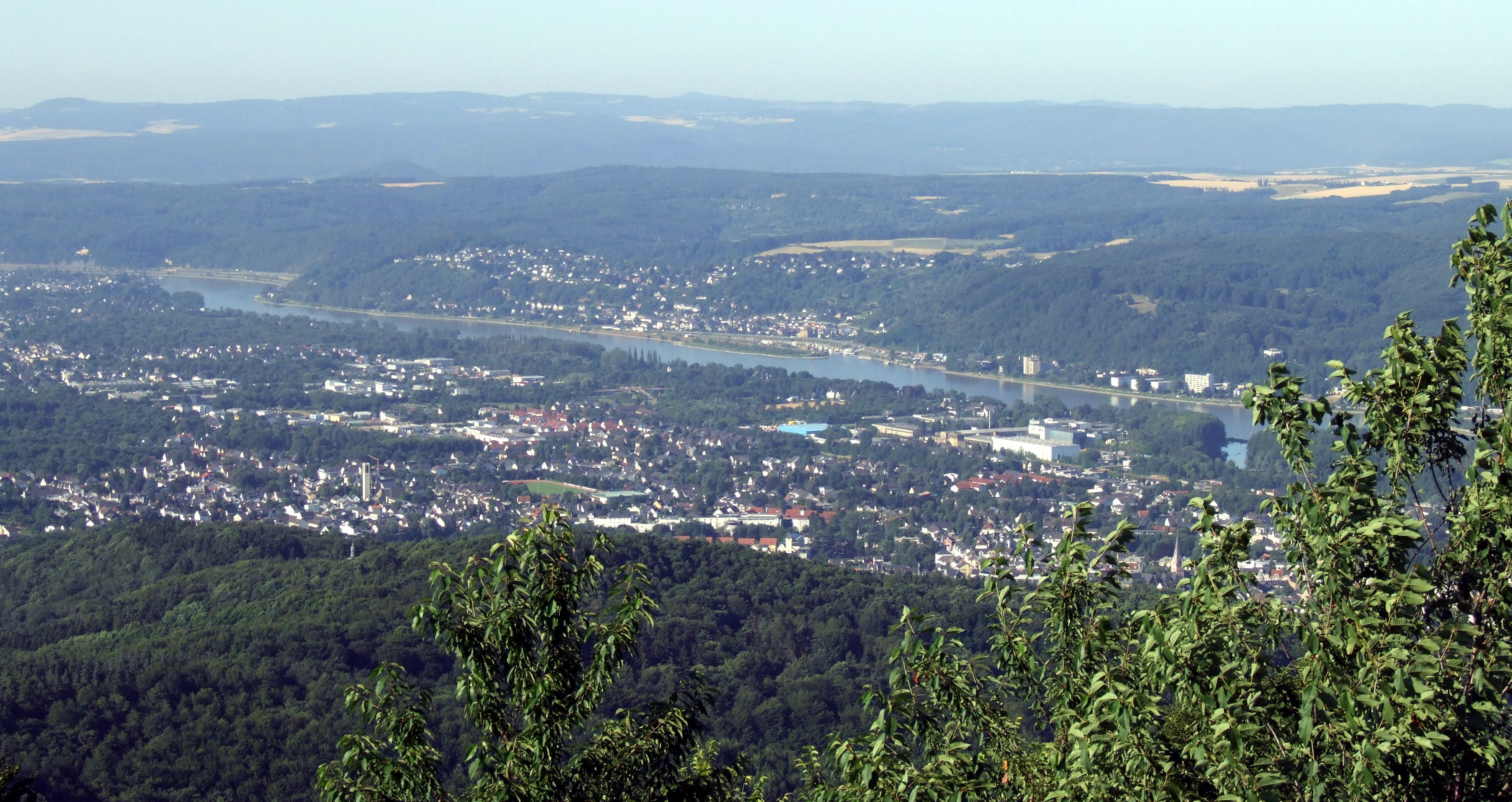
Blick von der Löwenburg Richtung Bad Honnef

Die Löwenburg liegt drei Kilometer östlich des Rheins zwischen Bad Honnef im Westen und Ittenbach im Osten auf dem Stadtgebiet von Bad Honnef. Nördlich erhebt sich die Merkenshöhe, südöstlich der Poßberg, westlich die Fritscheshardt und westlich der Ölender. Die markantesten anderen Berge in der Nähe sind westlich der Drachenfels und nördlich der Lohrberg. Nach Rhöndorf ins Rheintal hinab führt das Rhöndorfer Tal.
Die Löwenburg bietet von der begehbaren Ruine mit den Ausgrabungen und den Resten des Bergfriedes die Aussicht auf das Rheintal sowohl in Richtung Bonn als auch in Richtung Süden und die umliegenden Berge des Siebengebirges. Eine Aufstiegsmöglichkeit beginnt auf der Margarethenhöhe bei Ittenbach und führt am Löwenburger Hof (345 m ü. NHN) vorbei. Der Gipfel des Löwenburg ist nur zu Fuß zu erreichen. Bekannt ist insbesondere der so genannte „Drei-Seen-Blick“, bei dem an drei Stellen zwischen den Bergen der Rhein erkennbar ist.

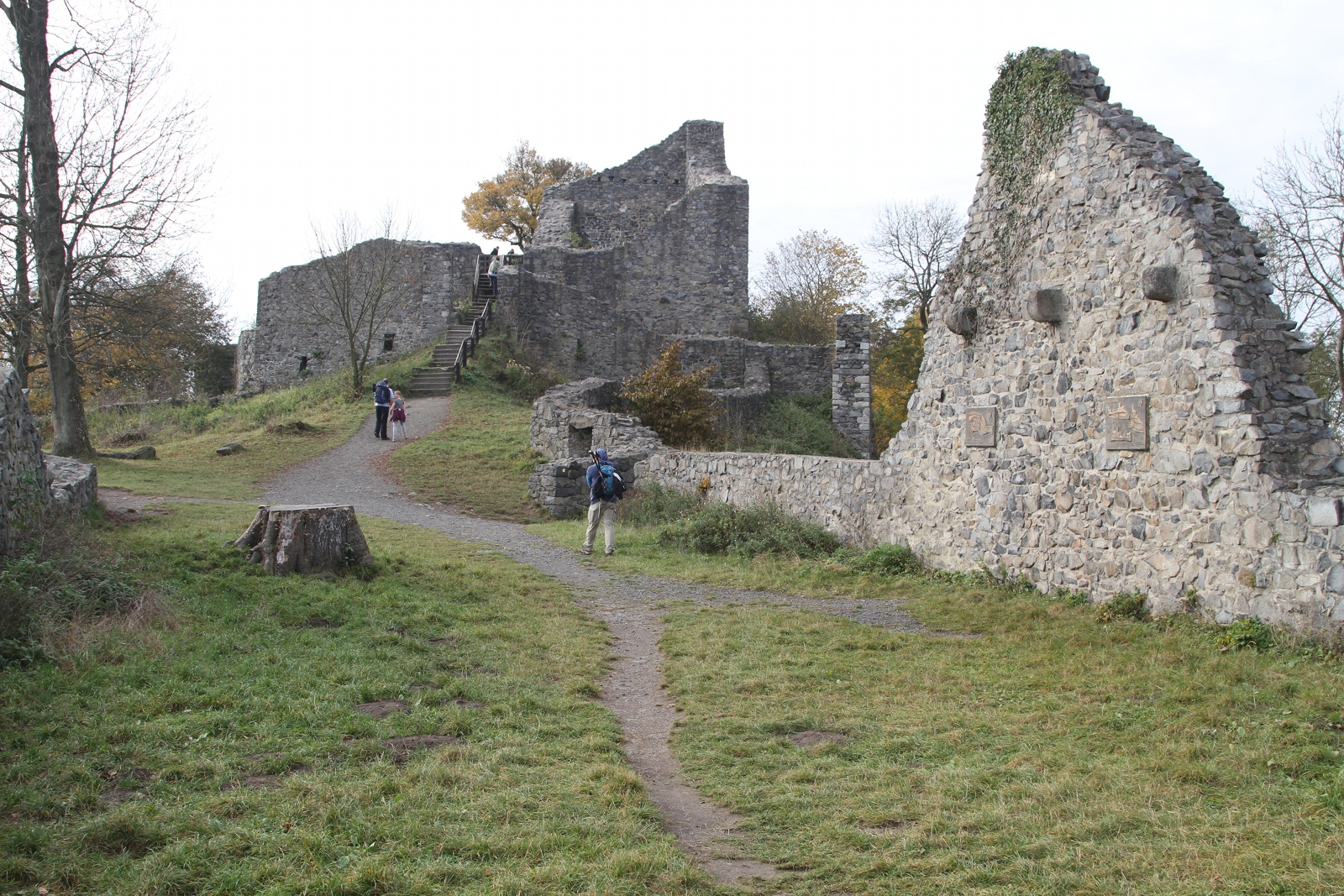
Ruine auf dem Berggipfel

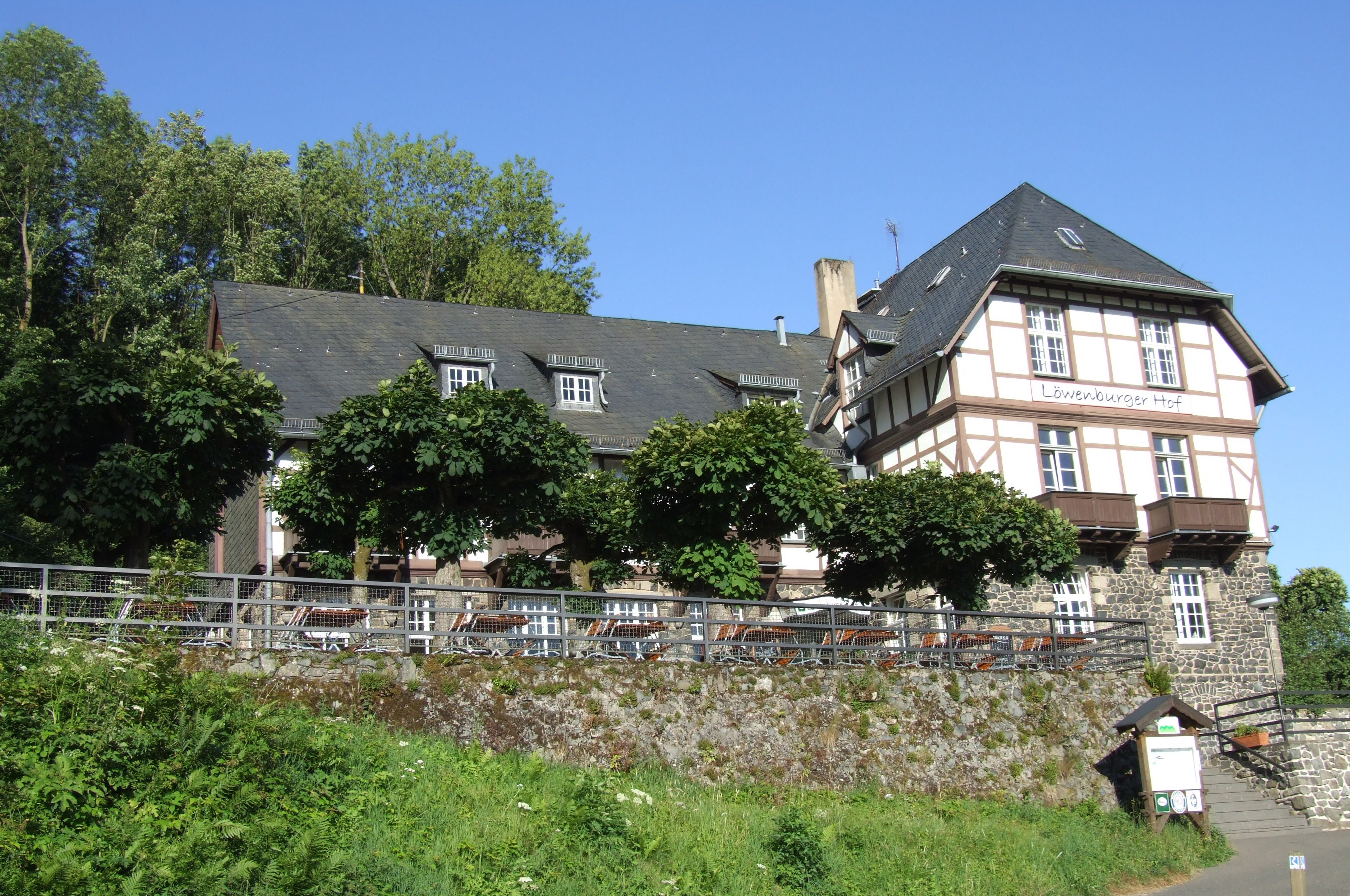
Löwenburger Hof

Am nördlichen Berghang liegt unterhalb der Löwenburg der Löwenburger Hof an der Stelle eines ehemaligen Forsthauses aus dem 18. Jahrhundert, dem früheren Bau- und Viehhof der Burg. Seit seiner Umgestaltung zum Hotel- und Gastwirtschaftsbetrieb 1910 lebt der Hof zum Großteil von Touristen und Wanderern, die beim Auf- oder Abstieg an diesem Restaurant vorbeikommen. Direkt unterhalb der Ruine verläuft der Rheinsteig, der von Bonn bis Wiesbaden auf 320 km den Rhein begleitet. Er findet mit der Löwenburg seinen höchsten Punkt mit reizvollem Ausblick auf die Wanderstrecke.

## Gedichte über die Löwenburg
Über die Löwenburg wurden mehrere Gedichte verfasst, unter anderem von Emil Rittershaus, Karl Simrock und Wolfgang Müller von Königswinter.

### „Auf der Löwenburg“
„Es nimmt zuvor mich auf die Einsamkeit

Der hochgewölbten grünen Buchenhallen

Mit ihren Bogen, schlank und hoch und weit,

Drein goldig grün der Sonne Lichter fallen;

Das Lied tönt hier gleichwie in Tempeln fort,

Man hört die Tritte weithin wiederschallen!

Wie Riesenmale liegen hier und dort

Bemooste Felsenblöcke aufgeschichtet,

Und sinnend staunt der Geist an jedem Ort

Wie groß und prächtig rings Natur gedichtet.
Es ist die Löwenburg, die ich erstieg,

Die stehts das liebste Ziel von meinen Gängen;

Ob allen Bergen feiert sie den Sieg

Mit Wäldern, Wiesenplätzen, Felsenhängen.

Auf dem gebrochnen Thurme, der sie schmückt

Hoch über Buchenwipfeln, Vogelsängen,

Setz ich mich hin, im tiefsten Geist entzückt.

Tief unter mir des Laubwerks grüne Wogen,

Und Thal und Ebnen, fruchtbar, reich, beglückt;

Doch über mir von Adlern nur umflogen!“
… und so weiter (ab S. 207) in der 1846 erschienenen Rheinfahrt von Wolfgang Müller von Königswinter

### Gedicht von Emil Rittershaus
„Der Berge sieben heben sich

empor am Niederrheine.

Es winden grüne Reben sich

um graue Felsgesteine …
Wer mag von euch der schönste sein,

ihr mächtigen Gesellen?

Hell spiegelt sich der Drachenstein

in silberhellen Wellen.
Sankt Peter liebt’s in Frömmigkeit

mit Glockenhaut zu reden.

Wem wird denn wohl der Kranz geweiht?

Fürwahr ein Kranz für Jeden.
Doch wenn ihr nach der Größe fragt,

aus stolzen Buchenhallen

die Felsenhäupter überragt

die Löwenburg vor allen!“

Emil Rittershaus (1834–1897)

## Flugunfall
Am 11. Oktober 2021 kollidierte eine zweimotorige Piper PA-34 kurz nach dem Start am Flugplatz Bonn/Hangelar mit dem Berg Löwenburg. Dabei kamen der Pilot und sein Passagier ums Leben.